# ليديا باوتشر
ليديا باوتشر هي ملحنة كندية، ولدت في 28 فبراير 1890، وتوفيت في 5 مارس 1971.